# Шансон как необходимый компонент истории Франции
«Шансон как необходимый компонент истории Франции» — произведение фламандского писателя Барта ван Лоо о культурной жизни Франции. Книга содержит истории из жизни известных французских исполнителей шансона Жака Бреля, Эдит Пиаф, Шарля Азнавура, Ива Монтана и других. Книга неоднократно переиздавалась во Франции. На российском рынке произведение впервые появилась в 2014 году (выпущено издательством Флюид FreeFly) в переводе Ирины Гривниной.
Особое внимание ван Лоо уделяет влиянию музыки на культурное становление Франции. «Прогулки Ван Лоо по Парижу в компании с французскими песнями и историей Франции позволяют читателю узнать французскую историю с совершенно новой стороны… Для всякого, кто интересуется Францией, эта книга — настоящий подарок», — отмечает Сара Верхассельт из Cutting Edge